# Syrphoctonus borealis
Syrphoctonus borealis là một loài tò vò trong họ Ichneumonidae.